# Lipstick Traces (A Secret History of Manic Street Preachers)
Lipstick Traces (A Secret History of Manic Street Preachers) é a segunda coletânea da banda galesa de rock Manic Street Preachers. A obra foi lançada em julho de 2003 pela Sony Music Entertainment.
O disco, em formato duplo, contém músicas que estiveram em lados B de singles da banda, além de faixas raras e versões cover. Com críticas, em maior parte, positivas da mídia especializada, Lipstick Traces atingiu a décima primeira posição nas paradas do Reino Unido.

## Faixas
| Disco 1: Raridades e B-sides |                                                                              |         |  |
| N.º                          | Título                                                                       | Duração |  |
| 1.                           | "Prologue to History" (de "If You Tolerate This Your Children Will Be Next") | 4:47    |  |
| 2.                           | "4 Ever Delayed" (inédita)                                                   | 3:38    |  |
| 3.                           | "Sorrow 16" (de "Motown Junk")                                               | 3:46    |  |
| 4.                           | "Judge Yr'self" (inédita)                                                    | 3:03    |  |
| 5.                           | "Socialist Serenade" (de "You Stole the Sun from My Heart")                  | 4:15    |  |
| 6.                           | "Donkeys" (de "Roses in the Hospital")                                       | 3:13    |  |
| 7.                           | "Comfort Comes" (de "Life Becoming a Landslide")                             | 3:29    |  |
| 8.                           | "Mr Carbohydrate" (de "A Design for Life")                                   | 4:16    |  |
| 9.                           | "Dead Trees and Traffic Islands" (de "A Design for Life")                    | 3:45    |  |
| 10.                          | "Horses Under Starlight" (de "Kevin Carter")                                 | 3:10    |  |
| 11.                          | "Sepia" (de "Kevin Carter")                                                  | 3:56    |  |
| 12.                          | "Sculpture of Man" (de "Faster/P.C.P.")                                      | 1:55    |  |
| 13.                          | "Spectators of Suicide" (versão Heavenly Records; de "You Love Us")          | 5:06    |  |
| 14.                          | "Democracy Coma" (de "Love's Sweet Exile/Repeat")                            | 3:45    |  |
| 15.                          | "Strip It Down" (live; de "You Love Us (Heavenly)")                          | 2:42    |  |
| 16.                          | "Bored Out of My Mind" (de "Motorcycle Emptiness")                           | 2:57    |  |
| 17.                          | "Just a Kid" (de "Ocean Spray")                                              | 3:36    |  |
| 18.                          | "Close My Eyes" (de "The Masses Against the Classes")                        | 4:29    |  |
| 19.                          | "Valley Boy" (de "The Everlasting")                                          | 5:10    |  |
| 20.                          | "We Her Majesty's Prisoners" (de "Motown Junk")                              | 5:22    |  |

| Disco 2: Covers | |         |  |
| N.º             | Título | Duração |  |
| 1.              | "We Are All Bourgeois Now" (original de McCarthy; de Know Your Enemy)                                      | 4:35    |  |
| 2.              | "Rock 'N' Roll Music" (original de Chuck Berry; de "The Masses Against the Classes")                       | 2:55    |  |
| 3.              | "It's So Easy" (live; original de Guns N' Roses; de "You Love Us")                                         | 2:54    |  |
| 4.              | "Take the Skinheads Bowling" (original de Camper Van Beethoven; versão regravada; original de "Australia") | 2:30    |  |
| 5.              | "Been a Son" (original de Nirvana)                                                                         | 2:28    |  |
| 6.              | "Out of Time" (original de The Rolling Stones)                                                             | 3:34    |  |
| 7.              | "Raindrops Keep Fallin' on My Head" (original de B. J. Thomas; de "Everything Must Go")                    | 2:58    |  |
| 8.              | "Bright Eyes" (live; original de Art Garfunkel; de "A Design for Life")                                    | 3:14    |  |
| 9.              | "Train in Vain" (ao vivo; original de The Clash; de "You Stole the Sun de My Heart")                       | 3:16    |  |
| 10.             | "Wrote for Luck" (original de Happy Mondays; de "Roses in the Hospital")                                   | 2:43    |  |
| 11.             | "What's My Name" (ao vivo; original de The Clash; de "La Tristesse Durera (Scream to a Sigh)")             | 1:45    |  |
| 12.             | "Velocity Girl" (original de Primal Scream; de "Australia")                                                | 1:41    |  |
| 13.             | "Can't Take My Eyes Off You" (original de Frankie Valli; de "Australia")                                   | 3:13    |  |
| 14.             | "Didn't My Lord Deliver Daniel" (tradicional; conhecida por Paul Robeson; de "Let Robeson Sing")           | 2:07    |  |
| 15.             | "Last Christmas" (ao vivo; original de Wham!)                                                              | 2:05    |  |

| Faixas bônus; versão japonesa |                                             |         |  |
| N.º                           | Título                                      | Duração |  |
| 16.                           | "A Secret Society" (de God Save the Manics) | 2:53    |  |
| 17.                           | "Firefight" (de God Save the Manics)        | 3:43    |  |
| 18.                           | "Picturesque" (de God Save the Manics)      | 3:53    |  |
| 19.                           | "Everything Must Go"                        | 3:09    |  |